# L'Aquila Calcio 1927 2011-2012
Questa voce raccoglie le informazioni riguardanti la società sportiva L'Aquila Calcio 1927 nelle competizioni ufficiali della stagione 2011-2012.

## Stagione
Per L'Aquila Calcio 1927, la stagione 2011-2012 è stata la 2ª in Lega Pro Seconda Divisione (l'8ª considerando la continuità tra la Serie C2 e la Seconda Divisione) e la 27ª complessiva nel quarto livello del campionato di calcio italiano. Il club, inoltre, ha partecipato per la 7ª volta alla Coppa Italia, competizione alla quale mancava da oltre 50 anni (edizione 1958-59) e a cui si è qualificato in virtù del 4º posto in campionato ottenuto nella stagione precedente.
La squadra, guidata dal confermato Maurizio Ianni, affrontò il ritiro estivo ad Amandola (FM) prima di debuttare in Coppa Italia a Latina contro la squadra locale il 7 agosto 2011, vincendo di misura per 1-0. I rossoblù furono poi sconfitti nel turno successivo, giocato la settimana seguente nuovamente in trasferta, dal Brescia per 5-0. Eliminata dalla Coppa Italia maggiore, L'Aquila ha preso parte per la 12ª volta alla Coppa Italia Lega Pro. Il 9 novembre 2011 la formazione abruzzese ospitò tra le mura amiche la Ternana, venendo sconfitta per 1-0 e, dunque, abbandonando immediatamente la competizione.
Il debutto in campionato avvenne, invece, il 4 settembre 2011 allo stadio Tommaso Fattori contro il Campobasso, partita terminata 0-0. La prima vittoria arrivò alla 3ª giornata contro la Vibonese (1-0) e da quel momento L'Aquila si stabilizzò nella parte medio-alta della classifica. Alla 10ª giornata i rossoblù persero la loro imbattibilità stagionale venendo sconfitti a sorpresa dal fanalino di coda Celano.
Il 6 novembre 2011, complice il turno di riposo del Perugia e la sconfitta della Paganese, e dopo aver battuto il Melfi per 4-1, L'Aquila conquistò la vetta della classifica, posizione che mantenne per 4 giornate prima di venire sconfitta in casa proprio dal Perugia. Da quel momento L'Aquila si mantenne comunque a ridosso della capolista vincendo, tra la 20ª e la 24ª giornata, ben 4 partite sulle 5 disputate.
Il 29 gennaio 2012 l'imprevisto pari interno con l'Arzanese (con L'Aquila che, in vantaggio di due reti già al 17', si fece rimontare dalla formazione campana) segnò l'inizio di un periodo difficile per i rossoblù. Nei mesi di febbraio e marzo, obbligata a disputare numerose gare in pochi giorni, L'Aquila conquistò la miseria di 12 punti (frutto di 3 sconfitte, 6 pareggi - di cui ben 5 a reti bianche - e solo 2 vittorie ottenute nei derby con Celano e Giulianova) sui 33 in totale, perdendo importanti posizioni in classifica e rimanendo ai margini della zona play-off.
Dopo la sconfitta casalinga con il Neapolis (1-2), con la squadra coinvolta in un'inarrestabile crisi di gioco e di risultati, il 2 aprile 2012 la società decise di dare una svolta all'ambiente esonerando l'allenatore Ianni e affidando la panchina ad Aldo Papagni. La cura non portò tuttavia i risultati sperati: L'Aquila perse tutte le ultime cinque partite e concluse il campionato in 8ª posizione.

## Rosa
| N. |                   | Ruolo | Calciatore                  |
| -- | ----------------- | ----- | --------------------------- |
|    | Italia (bandiera) | P     | Nicola Modesti              |
|    | Italia (bandiera) | P     | Andrea Testa                |
|    | Italia (bandiera) | P     | Andrea Tomarelli            |
|    | Italia (bandiera) | D     | Maurizio Balestra           |
|    | Italia (bandiera) | D     | Stefano Blaiotta            |
|    | Italia (bandiera) | D     | Eugenio Calvarese           |
|    | Italia (bandiera) | D     | Rocco Flavio Coduti         |
|    | Italia (bandiera) | D     | Mirko Garaffoni             |
|    | Italia (bandiera) | D     | Gianluca Leone              |
|    | Italia (bandiera) | D     | Vittorio Prete              |
|    | Italia (bandiera) | D     | Stefano Prizio              |
|    | Italia (bandiera) | D     | Mirco Ruggiero              |
|    | Italia (bandiera) | D     | David Simoncini             |
|    | Italia (bandiera) | C     | Patrizio Alese              |
|    | Italia (bandiera) | C     | Saverio Amato               |
|    | Italia (bandiera) | C     | Francesco Agnello           |
|    | Italia (bandiera) | C     | Luca Battistelli            |
|    | Italia (bandiera) | C     | Nicola Campinoti            |
|    | Italia (bandiera) | C     | Imperio Carcione (capitano) |
|    | Italia (bandiera) | C     | Edoardo Catinali            |

| N. |                   | Ruolo | Calciatore              |
| -- | ----------------- | ----- | ----------------------- |
|    | Italia (bandiera) | C     | Gabriele Di Stefano     |
|    | Italia (bandiera) | C     | Emanuele Donadio        |
|    | Italia (bandiera) | C     | Pasquale Fontana        |
|    | Italia (bandiera) | C     | Fabio Marcotullio       |
|    | Italia (bandiera) | C     | Marco Martino           |
|    | Italia (bandiera) | C     | Federico Meacci         |
|    | Italia (bandiera) | C     | Lorenzo Perfetti        |
|    | Italia (bandiera) | C     | Walter Piccioni         |
|    | Italia (bandiera) | C     | Michele Pietrella       |
|    | Italia (bandiera) | C     | Vincenzo Tortora        |
|    | Italia (bandiera) | C     | Luca Volpicelli         |
|    | Italia (bandiera) | A     | Marco Capparella        |
|    | Italia (bandiera) | A     | Simone Nicola Cavaliere |
|    | Italia (bandiera) | A     | Roberto Colussi         |
|    | Italia (bandiera) | A     | Evangelista Cunzi       |
|    | Italia (bandiera) | A     | Gianluigi Galano        |
|    | Italia (bandiera) | A     | Giuseppe Giglio         |
|    | Italia (bandiera) | A     | Umberto Improta         |
|    | Italia (bandiera) | A     | Raffaele Pianese        |
|    | Italia (bandiera) | A     | Gianmarco Piccioni      |

## Risultati

### Lega Pro Seconda Divisione

#### Girone di andata
| L'Aquila 4 settembre 2011, ore 15:00 UTC+2 1ª giornata | L'Aquila                 | 0 – 0 referto | Campobasso | Stadio Tommaso Fattori (1.200 spett.)\| Arbitro: \| Giuseppe Monaco (Tivoli) \| |
| Arbitro:                                               | Giuseppe Monaco (Tivoli) |               |            |                                                                                 |

| Arbitro: | Jeanluca Sacchi (Macerata) |

|              |           |             |
| Gerolino 90’ | Marcatori | 48’ Colussi |

| Arbitro: | Emanuele Brodo (Viterbo) |

|            |           |  |
| Giglio 72’ | Marcatori |  |

| Arbitro: | Valerio Marini (Roma) |

|  |           |                    |
|  | Marcatori | 48’ (rig.) Improta |

| Arbitro: | Fabrizio Pasqua (Tivoli) |

|             |           |            |
| Agnello 46’ | Marcatori | 2’ Lacarra |

| Arbitro: | Federico Fanton (Lodi) |

|  |           |           |
|  | Marcatori | 2’ Giglio |

| L'Aquila 2 ottobre 2011, ore 15:00 UTC+2 7ª giornata | L'Aquila                        | 0 – 0 referto | Fondi | Stadio Tommaso Fattori (1.050 spett.)\| Arbitro: \| Dario Melidoni (Frattamaggiore) \| |
| Arbitro:                                             | Dario Melidoni (Frattamaggiore) |               |       |                                                                                        |

| Arbitro: | Tiziano Reni (Pistoia) |

|           |           |                       |
| Conte 28’ | Marcatori | 45’ Improta 68’ Cunzi |

| L'Aquila 12 ottobre 2011, ore 15:00 UTC+2 9ª giornata | L'Aquila                 | 0 – 0 referto | Paganese | Stadio Tommaso Fattori (2.000 spett.)\| Arbitro: \| Giorgio Peretti (Verona) \| |
| Arbitro:                                              | Giorgio Peretti (Verona) |               |          |                                                                                 |

| Arbitro: | Daniele Martinelli (Roma) |

|          |           |  |
| Croce 1’ | Marcatori |  |

| Arbitro: | Filippo Giorgetti (Cesena) |

|             |           |  |
| Pianese 86’ | Marcatori |  |

| Arbitro: | Stefano D'Angelo (Ascoli Piceno) |

|  |           |                                      |
|  | Marcatori | 2’ Improta 46’ Piccioni 82’ Carcione |

| Arbitro: | Vincenzo Todaro (Palermo) |

|             |           |              |
| Improta 41’ | Marcatori | 57’ Esposito |

| Arbitro: | Marco Fabbrini (Livorno) |

|                                          |           |                  |
| Improta 28’, 72’ Giglio 70’ Perfetti 79’ | Marcatori | 35’ (rig.) Russo |

| Arbitro: | Michael Fabbri (Ravenna) |

|  |           |             |
|  | Marcatori | 10’ Improta |

| Arbitro: | Manuele Verdenelli (Foligno) |

|           |           |  |
| Prizio 2’ | Marcatori |  |

| Arbitro: | Andrea Tardino (Milano) |

|              |           |                      |
| Galbiati 52’ | Marcatori | 33’ (aut.) Alderotti |

| Arbitro: | Andrea Coccia (San Benedetto del Tronto) |

|  |           |              |
|  | Marcatori | 42’ Clemente |

| Arbitro: | Diego Roca (Foggia) |

|              |           |                         |
| Calderini 6’ | Marcatori | 30’ Improta 93’ Pianese |

| Arbitro: | Stefano Casaluci (Lecce) |

|                  |           |          |
| Agnello 54’, 69’ | Marcatori | 85’ Zebi |

#### Girone di ritorno
| Campobasso 8 gennaio 2012, ore 15:00 UTC+1 22ª giornata | Campobasso                        | 0 – 0 referto | L'Aquila | Stadio Nuovo Romagnoli (500 spett.)\| Arbitro: \| Massimiliano De Benedictis (Bari) \| |
| Arbitro:                                                | Massimiliano De Benedictis (Bari) |               |          |                                                                                        |

| Arbitro: | Andrea Morreale (Roma) |

|                                      |           |  |
| Ruggiero 47’ Giglio 57’ Piccioni 74’ | Marcatori |  |

| Arbitro: | Fabio Maresca (Napoli) |

|  |           |             |
|  | Marcatori | 31’ Improta |

| Arbitro: | Alessio Petroni (Roma) |

|                           |           |                     |
| Improta 7’ Capparella 17’ | Marcatori | 45’, 64’ Incoronato |

| Chieti 22 febbraio 2012, ore 15:00 UTC+1 26ª giornata | Chieti              | 0 – 0 referto | L'Aquila | Stadio Guido Angelini (500 spett.)\| Arbitro: \| Diego Roca (Foggia) \| |
| Arbitro:                                              | Diego Roca (Foggia) |               |          |                                                                         |

| L'Aquila 14 marzo 2012, ore 15:00 UTC+1 27ª giornata | L'Aquila               | 0 – 0 referto | Milazzo | Stadio Tommaso Fattori (600 spett.)\| Arbitro: \| Andrea Adducci (Paola) \| |
| Arbitro:                                             | Andrea Adducci (Paola) |               |         |                                                                             |

| Arbitro: | Davide Penno (Nichelino) |

|                          |           |  |
| Ricciardo 4’, 34’ (rig.) | Marcatori |  |

| L'Aquila 19 febbraio 2012, ore 15:00 UTC+1 29ª giornata | L'Aquila                  | 0 – 0 referto | Isola Liri | Stadio Tommaso Fattori (700 spett.)\| Arbitro: \| Paolo Formato (Benevento) \| |
| Arbitro:                                                | Paolo Formato (Benevento) |               |            |                                                                                |

| Arbitro: | Francesco Castrignanò (Roma) |

|                   |           |             |
| Scarpa 23’ (rig.) | Marcatori | 16’ Improta |

| Arbitro: | Domenico Rocca (Vibo Valentia) |

|             |           |  |
| Agnello 77’ | Marcatori |  |

| Arbitro: | Luca Pairetto (Nichelino) |

|                      |           |  |
| Grieco 5’ Pisani 32’ | Marcatori |  |

| Arbitro: | Alfredo Zivelli (Torre Annunziata) |

|                         |           |  |
| Agnello 15’ Colussi 80’ | Marcatori |  |

| Catanzaro 18 marzo 2012, ore 15:00 UTC+1 34ª giornata | Catanzaro                       | 0 – 0 referto | L'Aquila | Stadio Nicola Ceravolo (4.920 spett.)\| Arbitro: \| Gianluca Manganiello (Pinerolo) \| |
| Arbitro:                                              | Gianluca Manganiello (Pinerolo) |               |          |                                                                                        |

| Melfi 25 marzo 2012, ore 15:00 UTC+2 35ª giornata | Melfi                | 0 – 0 referto | L'Aquila | Stadio Arturo Valerio (300 spett.)\| Arbitro: \| Bruno Diego (Torino) \| |
| Arbitro:                                          | Bruno Diego (Torino) |               |          |                                                                          |

| Arbitro: | Giuseppe Losito (Pesaro) |

|             |           |                          |
| Improta 89’ | Marcatori | 70’ Pellecchia 80’ Manco |

| Arbitro: | Mirko Mangialardi (Pistoia) |

|                                              |           |              |
| Gattari 21’ (rig.) Mancosu 38’ Franchino 49’ | Marcatori | 5’ Cavaliere |

| Arbitro: | Francesco Saia (Palermo) |

|             |           |                                                                  |
| Agnello 23’ | Marcatori | 36.’ Sgambato 45’ (rig.) Fioretti 72’ Pucciarelli 74’ Nocciolini |

| Arbitro: | Pietro Dei Giudici (Latina) |

|                                 |           |               |
| Clemente 24’ (rig.) Moscati 28’ | Marcatori | 25’ Cavaliere |

| Arbitro: | Vincenzo Soricaro (Barletta) |

|  |           |               |
|  | Marcatori | 92’ Buonaiuto |

| Arbitro: | Marco Piccinini (Forlì) |

|                           |           |               |
| Marolda 21’ Innocenti 81’ | Marcatori | 59’ Cavaliere |

### Coppa Italia
| Arbitro: | Pasquale Cangiano (Napoli) |

|  |           |               |
|  | Marcatori | 41’ Garaffoni |

| Arbitro: | Emilio Ostinelli (Como) |

|                                                                |           |  |
| Ruggiero 34’ (aut.) Jonathas 41’ Feczesin 51’, 59’ De Maio 75’ | Marcatori |  |

### Coppa Italia Lega Pro
| Arbitro: | Giuseppe Cifelli (Campobasso) |

|  |           |             |
|  | Marcatori | 59’ Rinaldi |

## Statistiche

### Statistiche di squadra
| Competizione               | Punti | In casa | In casa | In casa | In casa | In casa | In casa | In trasferta | In trasferta | In trasferta | In trasferta | In trasferta | In trasferta | Totale | Totale | Totale | Totale | Totale | Totale | DR |
| Competizione               | Punti | G       | V       | N       | P       | Gf      | Gs      | G            | V            | N            | P            | Gf           | Gs           | G      | V      | N      | P      | Gf     | Gs     | DR |
| -------------------------- | ----- | ------- | ------- | ------- | ------- | ------- | ------- | ------------ | ------------ | ------------ | ------------ | ------------ | ------------ | ------ | ------ | ------ | ------ | ------ | ------ | -- |
| Lega Pro Seconda Divisione | 60    | 20      | 8       | 8       | 4       | 21      | 14      | 20           | 7            | 7            | 6            | 17           | 17           | 40     | 15     | 15     | 10     | 38     | 31     | +7 |
| Coppa Italia               | -     | 0       | 0       | 0       | 0       | 0       | 0       | 2            | 1            | 0            | 1            | 1            | 5            | 2      | 1      | 0      | 1      | 1      | 5      | -4 |
| Coppa Italia Lega Pro      | -     | 1       | 0       | 0       | 1       | 0       | 1       | 0            | 0            | 0            | 0            | 0            | 0            | 1      | 0      | 0      | 1      | 0      | 1      | -1 |
| Totale                     | -     | 21      | 8       | 8       | 5       | 21      | 15      | 22           | 8            | 7            | 7            | 18           | 22           | 43     | 16     | 15     | 12     | 39     | 37     | +2 |

### Statistiche dei giocatori
| Giocatore       | Campionato | Campionato | Campionato  | Campionato | Coppa Italia | Coppa Italia | Coppa Italia | Coppa Italia | Coppa Italia Lega Pro | Coppa Italia Lega Pro | Coppa Italia Lega Pro | Coppa Italia Lega Pro | Totale   | Totale | Totale      | Totale     |
| Giocatore       | Presenze   | Reti       | Ammonizioni | Espulsioni | Presenze     | Reti         | Ammonizioni  | Espulsioni   | Presenze              | Reti                  | Ammonizioni           | Espulsioni            | Presenze | Reti   | Ammonizioni | Espulsioni |
| --------------- | ---------- | ---------- | ----------- | ---------- | ------------ | ------------ | ------------ | ------------ | --------------------- | --------------------- | --------------------- | --------------------- | -------- | ------ | ----------- | ---------- |
| F. Agnello      | 38         | 6          | 5           | 0          | 0            | 0            | 0            | 0            | 0                     | 0                     | 0                     | 0                     | 38       | 6      | 5           | 0          |
| P. Alese        | 0          | 0          | 0           | 0          | 1            | 0            | 0            | 0            | 0                     | 0                     | 0                     | 0                     | 1        | 0      | 0           | 0          |
| S. Amato        | 0          | 0          | 0           | 0          | 0            | 0            | 0            | 0            | 1                     | 0                     | 0                     | 0                     | 1        | 0      | 0           | 0          |
| M. Balestra     | 0          | 0          | 0           | 0          | 0            | 0            | 0            | 0            | 0                     | 0                     | 0                     | 0                     | 0        | 0      | 0           | 0          |
| L. Battistelli  | 0          | 0          | 0           | 0          | 2            | 0            | 0            | 0            | 1                     | 0                     | 0                     | 0                     | 3        | 0      | 0           | 0          |
| S. Blaiotta     | 14         | 0          | 1           | 0          | 2            | 0            | 1            | 0            | 0                     | 0                     | 0                     | 0                     | 16       | 0      | 2           | 0          |
| E. Calvarese    | 17         | 0          | 1           | 0          | 0            | 0            | 0            | 0            | 0                     | 0                     | 0                     | 0                     | 17       | 0      | 1           | 0          |
| N. Campinoti    | 14         | 0          | 3           | 0          | 0            | 0            | 0            | 0            | 1                     | 0                     | 0                     | 0                     | 15       | 0      | 3           | 0          |
| M. Capparella   | 35         | 1          | 4           | 0          | 0            | 0            | 0            | 0            | 0                     | 0                     | 0                     | 0                     | 35       | 1      | 4           | 0          |
| I. Carcione     | 25         | 1          | 10          | 0          | 2            | 0            | 1            | 0            | 0                     | 0                     | 0                     | 0                     | 27       | 1      | 11          | 0          |
| E. Catinali     | 12         | 0          | 3           | 1          | 0            | 0            | 0            | 0            | 0                     | 0                     | 0                     | 0                     | 12       | 0      | 3           | 1          |
| S. N. Cavaliere | 13         | 3          | 2           | 0          | 0            | 0            | 0            | 0            | 0                     | 0                     | 0                     | 0                     | 13       | 3      | 2           | 0          |
| R. F. Coduti    | 27         | 2          | 11          | 1          | 0            | 0            | 0            | 0            | 1                     | 0                     | 0                     | 0                     | 28       | 2      | 11          | 1          |
| R. Colussi      | 27         | 2          | 11          | 1          | 0            | 0            | 0            | 0            | 0                     | 0                     | 0                     | 0                     | 27       | 2      | 11          | 1          |
| E. Cunzi        | 26         | 1          | 3           | 0          | 0            | 0            | 0            | 0            | 0                     | 0                     | 0                     | 0                     | 26       | 1      | 3           | 0          |
| G. Di Stefano   | 1          | 0          | 0           | 0          | 0            | 0            | 0            | 0            | 0                     | 0                     | 0                     | 0                     | 1        | 0      | 0           | 0          |
| E. Donadio      | 1          | 0          | 0           | 0          | 0            | 0            | 0            | 0            | 0                     | 0                     | 0                     | 0                     | 1        | 0      | 0           | 0          |
| P. Fontana      | 0          | 0          | 0           | 0          | 0            | 0            | 0            | 0            | 0                     | 0                     | 0                     | 0                     | 0        | 0      | 0           | 0          |
| G. Galano       | 1          | 0          | 0           | 0          | 0            | 0            | 0            | 0            | 0                     | 0                     | 0                     | 0                     | 1        | 0      | 0           | 0          |
| M. Garaffoni    | 31         | 0          | 14          | 2          | 2            | 1            | 0            | 0            | 0                     | 0                     | 0                     | 0                     | 33       | 1      | 14          | 2          |
| G. Giglio       | 21         | 4          | 3           | 1          | 1            | 0            | 0            | 0            | 0                     | 0                     | 0                     | 0                     | 22       | 4      | 3           | 1          |
| U. Improta      | 39         | 12         | 3           | 0          | 0            | 0            | 0            | 0            | 0                     | 0                     | 0                     | 0                     | 39       | 12     | 3           | 0          |
| G. Leone        | 6          | 0          | 2           | 0          | 0            | 0            | 0            | 0            | 1                     | 0                     | 0                     | 0                     | 7        | 0      | 2           | 0          |
| F. Marcotullio  | 3          | 0          | 1           | 1          | 1            | 0            | 0            | 0            | 1                     | 0                     | 0                     | 0                     | 5        | 0      | 1           | 1          |
| M. Martino      | 0          | 0          | 0           | 0          | 0            | 0            | 0            | 0            | 0                     | 0                     | 0                     | 0                     | 0        | 0      | 0           | 0          |
| F. Meacci       | 2          | 0          | 0           | 0          | 0            | 0            | 0            | 0            | 1                     | 0                     | 0                     | 0                     | 3        | 0      | 0           | 0          |
| N. Modesti      | 7          | -9         | 0           | 0          | 0            | 0            | 0            | 0            | 1                     | -1                    | 0                     | 0                     | 8        | -10    | 0           | 0          |
| L. Perfetti     | 0          | 0          | 0           | 0          | 2            | 0            | 1            | 0            | 1                     | 0                     | 0                     | 0                     | 3        | 0      | 1           | 0          |
| R. Pianese      | 20         | 2          | 1           | 0          | 2            | 0            | 0            | 0            | 1                     | 0                     | 0                     | 0                     | 23       | 2      | 1           | 0          |
| G. Piccioni     | 6          | 1          | 2           | 0          | 1            | 0            | 0            | 0            | 0                     | 0                     | 0                     | 0                     | 7        | 1      | 2           | 0          |
| W. Piccioni     | 27         | 1          | 13          | 2          | 2            | 0            | 1            | 0            | 0                     | 0                     | 0                     | 0                     | 29       | 1      | 14          | 2          |
| N. Pietrella    | 14         | 0          | 0           | 0          | 2            | 0            | 0            | 0            | 1                     | 0                     | 0                     | 0                     | 17       | 0      | 0           | 0          |
| V. Prete        | 7          | 0          | 4           | 0          | 0            | 0            | 0            | 0            | 0                     | 0                     | 0                     | 0                     | 7        | 0      | 4           | 0          |
| S. Prizio       | 11         | 1          | 3           | 0          | 0            | 0            | 0            | 0            | 1                     | 0                     | 0                     | 0                     | 12       | 1      | 3           | 0          |
| M. Ruggiero     | 32         | 1          | 8           | 1          | 2            | 0            | 2            | 0            | 0                     | 0                     | 0                     | 0                     | 34       | 1      | 10          | 1          |
| D. Simoncini    | 36         | 0          | 10          | 1          | 0            | 0            | 0            | 0            | 0                     | 0                     | 0                     | 0                     | 36       | 0      | 10          | 1          |
| A. Testa        | 35         | -22        | 2           | 2          | 2            | -5           | 0            | 0            | 0                     | 0                     | 0                     | 0                     | 37       | -27    | 2           | 2          |
| A. Tommarelli   | 0          | 0          | 0           | 0          | 0            | 0            | 0            | 0            | 0                     | 0                     | 0                     | 0                     | 0        | 0      | 0           | 0          |
| V. Tortora      | 0          | 0          | 0           | 0          | 0            | 0            | 0            | 0            | 1                     | 0                     | 0                     | 0                     | 1        | 0      | 0           | 0          |
| L. Volpicelli   | 0          | 0          | 0           | 0          | 0            | 0            | 0            | 0            | 1                     | 0                     | 0                     | 0                     | 1        | 0      | 0           | 0          |